# 하나모리 유미리
하나모리 유미리(일본어: 花守 ゆみり, 1997년 9월 29일 ~ )는 일본의 여자 성우이다. m&i 소속. 가나가와현 출신.

## 출연작품
오버로드 : 이블아이